# Powiat Forchheim
Powiat Forchheim (niem. Landkreis Forchheim) – powiat w Niemczech, w kraju związkowym Bawaria, w rejencji Górna Frankonia, w regionie Oberfranken-West.
Siedzibą powiatu Forchheim jest miasto Forchheim.

## Podział administracyjny
W skład powiatu Forchheim wchodzą:
- trzy gminy miejskie (Stadt)
- osiem gmin targowych (Markt)
- 18 gmin wiejskich (Gemeinde)
- sześć wspólnot administracyjnych (Verwaltungsgemeinschaft)

Miasta:
| Lp. | Nazwa miasta  | Ludność (31.12.2011) | Powierzchnia km² |
| --- | ------------- | -------------------- | ---------------- |
| 1   | Ebermannstadt | 6.818                | 49,97            |
| 2   | Forchheim     | 30.497               | 44,95            |
| 3   | Gräfenberg    | 4.055                | 37,88            |

Gminy targowe:
| Lp. | Nazwa gminy targowej | Ludność (31.12.2011) | Powierzchnia km² |
| --- | -------------------- | -------------------- | ---------------- |
| 1   | Eggolsheim           | 6.384                | 48,90            |
| 2   | Egloffstein          | 1.977                | 28,04            |
| 3   | Gößweinstein         | 4.057                | 57,70            |
| 4   | Hiltpoltstein        | 1.563                | 25,56            |
| 5   | Igensdorf            | 4.934                | 28,85            |
| 6   | Neunkirchen am Brand | 7.892                | 26,37            |
| 7   | Pretzfeld            | 2.458                | 24,18            |
| 8   | Wiesenttal           | 2.514                | 45,90            |

Gminy wiejskie:
| Lp. | Nazwa gminy      | Ludność (31.12.2011) | Powierzchnia km² |
| --- | ---------------- | -------------------- | ---------------- |
| 1   | Dormitz          | 2.018                | 4,58             |
| 2   | Effeltrich       | 2.636                | 11,92            |
| 3   | Hallerndorf      | 4.007                | 41,31            |
| 4   | Hausen           | 3.680                | 13,52            |
| 5   | Heroldsbach      | 4.938                | 15,59            |
| 6   | Hetzles          | 1.308                | 11,74            |
| 7   | Kirchehrenbach   | 2.257                | 8,24             |
| 8   | Kleinsendelbach  | 1.519                | 7,50             |
| 9   | Kunreuth         | 1.377                | 9,79             |
| 10  | Langensendelbach | 2.997                | 9,59             |
| 11  | Leutenbach       | 1.731                | 19,46            |
| 12  | Obertrubach      | 2.199                | 21,14            |
| 13  | Pinzberg         | 1.896                | 13,33            |
| 14  | Poxdorf          | 1.499                | 5,16             |
| 15  | Unterleinleiter  | 1.228                | 12,48            |
| 16  | Weilersbach      | 2.003                | 8,62             |
| 17  | Weißenohe        | 1.098                | 4,71             |
| 18  | Wiesenthau       | 1.667                | 6,41             |

Wspólnoty administracyjne:
| Lp. | Nazwa wspólnoty administracyjnej | Ludność (31.12.2011) | Powierzchnia km² | Liczba gmin |
| --- | -------------------------------- | -------------------- | ---------------- | ----------- |
| 1   | Dormitz                          | 4.845                | 23,82            | 3           |
| 2   | Ebermannstadt                    | 8.046                | 62,45            | 2           |
| 3   | Effeltrich                       | 4.135                | 17,08            | 2           |
| 4   | Gosberg                          | 4.940                | 29,53            | 3           |
| 5   | Gräfenberg                       | 6.716                | 68,15            | 3           |
| 6   | Kirchehrenbach                   | 5.991                | 36,32            | 3           |

## Współpraca
Miejscowości partnerskie powiatu:
- Charlottenburg-Wilmersdorf, Berlin